# Anna-Maja Henrikssonová
Anna-Maja Kristina Henrikssonová nepřechýleně Henriksson (* 7. ledna 1964 Jakobstad) je finská právnička a politička švédského původu. Od roku 2016 působí jako předsedkyně Švédské lidové strany, tedy politického uskupení, které ve Finsku zastává zájmy švédsky mluvící menšiny. Od června 2023 zastává post ministryně školství ve vládě Petteriho Orpa. V letech 2011-2015 a 2019-2023 byla ministryní spravedlnosti. 

## Dětství a mládí
Narodila se ve finské městě Jakobstad do rodiny obchodního zástupce a zdravotní sestry. Po absolvování střední školy v roce 1982 se přestěhovala do Helsinek, kde studovala práva na Univerzitě v Helsinkách, kterou v roce 1987 dokončila. Před vstupem do politiky pracovala jako bankovní právnička.

## Politická kariéra
Do parlamentu byla poprvé zvolena v roce 2007 za Švédskou lidovou stranu a tři roky později se stala její místopředsedkyní. a v roce 2016 předsedkyní. V únoru 2024 oznámila, že se nebude znovu ucházet o post předsedkyně strany, a to z důvodu kandidatury do Evropského parlamentu.

## Osobní život
Je vdaná za Janne Henrikssona a má dvě dcery.